# Wakfu TCG
Pour les articles homonymes, voir Wakfu.
Wakfu TCG est un jeu de cartes à collectionner inspiré des univers d'Ankama tels que les jeux-vidéo Dofus et Wakfu. Il était édité par Ankama Games en partenariat avec Studio 1D (anciennement édité par Upper Deck Entertainment). La première extension a été officiellement publiée en octobre 2009. 
Comme dans les jeux de rôles Dofus et Wakfu, le jeu de cartes va permettre à chaque joueur d’incarner son propre personnage et de le faire évoluer. Ici, c’est sous forme de cartes que les Équipements, les Sorts, les Parchemins et les nombreux Alliés qui accompagneront les Héros au combat seront représentés.
Wakfu TCG est officiellement arrêté en décembre 2011.

## Causes de l'arrêt de production
Ankama Games met en avant plusieurs causes d'arrêt du jeu, :

### Règles trop complexes
Le jeu possède des règles très complexes et s'adressant principalement aux joueurs de TCG confirmés. Cela rend le recrutement de nouveaux joueurs très difficiles. Et n'engendre pas assez de ventes pour rendre le jeu rentable.

### Arrêt du partenariat avec Upper Deck
À partir de juillet 2010, Ankama Games a stoppé son partenariat avec Upper Deck pour la production des cartes du jeu. Ankama Games a ensuite continué seule la production. Cela a engendré de nombreux coûts et problèmes, car la société n'était pas habituée à la création de cartes à jouer.

### Équilibre financier non atteint
En deux ans, le jeu n'a pas réussi à trouver un équilibre financier suffisant. En 2011 notamment, le bilan n'a pas suffi à attirer assez d'investisseurs potentiels. Cela a décidé Ankama Games à ne pas risquer de continuer le jeu pour l'année 2012 qui aurait sans doute généré des pertes financières.

## Mécanismes de jeu

### Gagner une partie
Il existe deux façons principales de gagner une partie :
- Vaincre le Héros de l’adversaire, en amenant ses Points de Vie à 0.
- Faire évoluer son Héros jusqu’au Niveau 3, grâce à des points d’expérience. Cette condition de victoire est plus rare.

Dans la troisième extension, Amakna, les Lames Fatales, une nouvelle condition de victoire a été ajoutée : 
- Utiliser la carte La Quête des 6 Dofus en contrôlant six cartes Dofus différents.

### Types de cartes
Les HérosPersonnage du joueur, il s'agit d'une carte unique et présente en jeu durant toute la durée de la partie. La carte Héros détermine les statistiques du joueur (nombre de cartes en main (PA), nombre d'alliés pouvant être envoyés au combat (PM), etc.).
Les Havres SacsLes Havres Sacs sont des sacs dimensionnels. En jeu, il s'agit de zones dans lesquels le joueur peut mettre son Héros et ses Alliés pour les protéger de l'adversaire. Chaque joueur en possède un seul au début de la partie. Les Havres Sacs disposent de Points de Résistance et peuvent être détruits.
Les AlliésPersonnages, artisans, monstres ou créatures, les Alliés sont les nombreuses invocations qui aident le joueur. Les alliés se posent sur le terrain de jeu pour participer au combat, prodiguer des soins, forger de l’équipement ou provoquer un autre effet.
Les ÉquipementsLes Équipements sont des armes, armures, bijoux ou autres objets qui peuvent être équipés au Héros ou aux Alliés non-monstres. Ils protègent leur porteur et augmentent ses pouvoirs. Il existe des Panoplies composées de plusieurs objets qui sont plus efficaces joués ensemble.
Les ActionsLes Actions représentent des sorts, Challenges, Quêtes ou autres. Elles comprennent toutes sortes d’effets, d’attaques et de combinaisons, mais aussi certaines Quêtes ou Challenges de combat. Certaines Actions, appelées "Sorts" et sont réservées aux Héros d'une Classe donnée.
Les ZonesForêts, villages, châteaux ou Donjons redoutables, les Zones représentent le monde dans lequel les joueurs jouent. Chaque joueur ne peut en avoir qu'une seule en jeu.
Les SallesLes Salles sont par exemple des ateliers d’artisans, temples, laboratoires. Elles se posent à l'intérieur du Havre Sac pour aider le joueur.
Les DofusLes Dofus sont des œufs de dragons renfermant un énorme pouvoir. Ces cartes ne peuvent être jouées qu'une fois les conditions de pose réunies. Elles s'équipent sur les Alliés/Héros.
Les ProtecteursLes Protecteurs sont des dieux aidant le Héros. Chaque joueur ne peut en posséder qu'un seul dans son jeu. Ils possèdent des pouvoirs très puissants, mais sont bannies si le joueur ne remplit pas leurs conditions.

### Jouer une carte
Chaque carte possède un niveau et un élément. Pour pouvoir jouer une carte depuis sa main, il faut incliner un nombre de cartes en jeu égal au niveau de la carte, dont au moins une du même élément.

### Le déroulement du tour d'un joueur

#### Phase de redressement
Contrairement à de nombreux autres JCC, le joueur ne pioche pas au début de son tour à Wakfu TCG, mais seulement à la fin.
Au début de son tour, le joueur commence toujours par redresser toutes ses cartes en jeu.

#### Phase principale et combat
Pendant sa Phase Principale, le joueur peut effectuer toutes les actions qui suivent autant de fois qu’il le souhaite et dans l’ordre de son choix.
- Jouer une Action
- Jouer un Allié
- Utiliser un Pouvoir
- Jouer une Zone
- Jouer ou fabriquer une Salle
- Jouer ou fabriquer un Équipement
- Jouer un Dofus
- Jouer un Protecteur
- Faire un Mouvement

##### Phase de combat
Pendant sa Phase Principale, chaque joueur a le droit de déclarer une attaque contre un adversaire. Une seule attaque peut être déclarée à chaque tour. La phase de combat est elle-même subdivisée en différentes phases.
Déclaration de la CibleLe joueur attaquant désigne tout d’abord la carte qu’il souhaite attaquer.
Déclaration des attaquantsUne fois la cible choisie, le joueur attaquant désigne les cartes qu’il envoie au combat. Il a le droit d’envoyer son Héros, des Alliés ou les deux, du moment que les cartes qu’il choisit sont dressées. Le nombre maximum de cartes qu’un joueur peut envoyer au combat est définie par son Héros.
Déclaration des bloqueursUne fois la cible et les attaquants choisis, c’est au joueur défenseur de choisir s’il veut interposer des bloqueurs pour empêcher les cartes attaquantes d’infliger des Dommages à la cible. Là encore, les bloqueurs peuvent être le Héros, des Alliés ou les deux, du moment que les cartes sont dressées et présentes dans le Monde. Tout comme pour la phase d'attaque, le nombre maximum de bloqueurs que le défenseur peut envoyer au combat est définie par son Héros. Plusieurs bloqueurs peuvent être définis pour un même attaquant.
Phase d'actionsUne fois les éventuels bloqueurs désignés, la Phase d’actions débute. En commençant par le joueur attaquant, chaque joueur va pouvoir jouer une carte Action ou un pouvoir d’une de ses cartes en jeu afin de donner des bonus, d’infliger des dommages ou de créer des rebondissements tactiques dans le combat. Toutes les cartes en jeu peuvent être utilisées pour jouer un effet ou produire de la ressource, y compris la cible, les attaquants et les bloqueurs. : Les joueurs peuvent effectuer chacun leur tour une action jusqu'à ce que les deux joueurs passent leur tour.
Résolution des duelsLa résolution du combat commence par les duels entre attaquants et bloqueurs. S’il y a plusieurs duels, l'attaquant a le droit de choisir l’ordre dans lequel ils sont résolus. Les attaquants et bloqueurs s'infligent mutuellement des dommages. Si un Allié subit un nombre de dommages égal ou supérieur à sa Force actuelle, il est immédiatement détruit. Sinon, il conserve ses Dommages jusqu’à la fin du tour.
Dommages sur la cibleUne fois les duels résolus, chaque carte attaquante non-bloquée inflige ses Dommages à la cible, dans l’ordre choisi par l’attaquant. Ensuite, c’est à la cible d’infliger ses Dommages à une seule des cartes attaquantes non-bloquées, au choix du défenseur.

#### Phase de pioche
Lorsqu’un joueur décide de ne plus faire d’action et mettre fin à sa Phase principale, il passe en Phase de pioche et pioche alors autant de cartes dont il a besoin pour compléter sa main à leur valeur maximale. Cette valeur peut varier et dépend du Héros.

#### Phase de fin de tour
Immédiatement après la Phase de pioche, le tour du joueur s’arrête et celui de son adversaire commence.

### Les Éléments
Il y a cinq éléments dans Wakfu TCG : l’Air, la Terre, le Feu et l’Eau, ainsi que l’élément Neutre. Quelle que soit sa famille, chaque carte possède un symbole d’élément situé en haut à droite. Il indique la « nature » de la carte et signifie qu’elle peut produire une ressource de cet élément lorsqu’elle est inclinée.

### Construction d'un paquet de cartes
Un paquet de carte (deck) est constitué de cinquante cartes, au choix du joueur (à l'exception des cartes bannies qui ne peuvent être jouées en tournoi officiel). Chaque carte peut être présente au maximum en trois exemplaires, ou en un seul exemplaire pour les cartes possédant le trait « Uniques ». Chaque paquet de cartes doit contenir une carte « Héros » et une carte « Havre-Sac », comptée parmi les cinquante cartes.

## Cartes complémentaires

### Extensions
| Nom                         | Bloc            | date de sortie   | Nombre de cartes | Thème                                                                   | Nouvelles mécaniques                 | Notes                                                             |
| --------------------------- | --------------- | ---------------- | ---------------- | ----------------------------------------------------------------------- | ------------------------------------ | ----------------------------------------------------------------- |
| Incarnam                    | Incarnam        | 13 octobre 2009  | 320              | -                                                                       | -                                    | Extension initiale                                                |
| Astrub, La Menace Roublarde | Incarnam        | 19 février 2010  | 162              | La cité d'Astrub, ses bandits, marchands et artisans                    | Mots-clés Tacle et Agressivité       |                                                                   |
| Amakna, Les Lames Fatales   | Incarnam        | 28 mai 2010      | 162              | Chevaliers, princesses et rois d'Amakna                                 | Mot-clé Défense                      |                                                                   |
| Bonta & Brâkmar             | Bonta & Brâkmar | 22 octobre 2010  | 320              | L’affrontement entre deux cités ennemies : Bonta & Brâkmar              | Alignements, montures et protecteurs |                                                                   |
| Pandala, La Dernière Rasade | Bonta & Brâkmar | 5 mars 2011      | 162              | Fantômes, pirates et boissons de Pandala                                | Boissons et mot-clé Fantôme          |                                                                   |
| Otomaï, Poulpe Fiction      | Bonta & Brâkmar | 17 juin 2011     | 162              | L'alchimie et le jeu multi-élément                                      | Sorts monstres et mot-clé Renfort    |                                                                   |
| Dofus Collection            | -               | 3 décembre 2011  | 100              | Le MMORPG Dofus                                                         | -                                    | Réédition de cartes du bloc Incarnam sur le thème du MMORPG Dofus |
| Chaos D'Ogrest              | -               | 12 novembre 2011 | 162              | La fin du monde et la dévastation créées par une créature nommée Ogrest | -                                    | Extension hors bloc prévue pour le jeu en draft                   |

Un troisième bloc nommé « L'ère du Wakfu » et sa première extension « Le Réveil des Dragons » était prévu pour début 2012, mais n'est jamais paru.

### Cartes promotionnelles
Des cartes promotionnelles ont également été distribuées lors de tournois ou conventions. Il s'agit de versions brillantes ou avec une illustration agrandie des cartes habituelles.
Ces cartes ont été distribuées lors des événements suivants :
- Ankama Convention # 3
- Ankama Convention #4
- Dofus Mag #11
- Ankama Convention #5 (carte Dofus des Glaces, présente dans aucune autre extension)
- Ankama Convention #6
- Tournoi de Nowel et du Nouvel An (2011-2012) (4 cartes présentes dans aucune autre extension)[4]

Des cartes étaient également distribuées lors de tournois locaux.
Finalement, des cartes brillantes ou spéciales pouvaient être obtenues en ligne contre des cartes Kamas présentes dans tous les boosters du jeu. Le site web officiel permettant ces échanges se nommait le Bazar de Ruel.

## Les Championnats
Les tournois des 12 sont une variante des championnats où le champion de chacune des 12 classes du jeu est déterminé avant de s'affronter pour la première place.
| Tournois                 | Dates                | Nombre de Joueurs (finale) | Vainqueur            | Deck du Vainqueur | Lieu                         | Notes                                                         |
| ------------------------ | -------------------- | -------------------------- | -------------------- | ----------------- | ---------------------------- | ------------------------------------------------------------- |
| Championnat de France #1 | 17 et 18 avril 2010  | 153                        | Alexandre Dos Santos | Eniripsa          | Portes de Versailles (Paris) | Durant Ankama Convention #5                                   |
| Tournoi des 12 #1        | 9 et 10 octobre 2010 | 130                        | Romain Guy           | Xélor             | Musée de la Carte (Paris)    |                                                               |
| Championnat de France #2 | 5 et 6 mars 2011     | 160+                       | Victor Sing          | Eniripsa          | Grand Palais (Lille)         | Durant Ankama Convention #6                                   |
| Tournoi des 12 #2        | 8 et 9 octobre 2011  | 120+                       | Fabrice Brochot      | Écaflip           | salle Next Step (Paris)      | Seules les cartes du bloc Bonta & Brâkmar étaient autorisées. |

## Jeux similaires
Krosmaster, sorti en décembre 2012, soit un an après la fin de Wakfu TCG, est un jeu de figurines à collectionner. Il s'agit, tout comme wakfu TCG, d'un jeu de stratégie à collectionner et remplace ce dernier pour les tournois lors des conventions d'Ankama.
Krosmaga, jeux de cartes virtuel sorti début 2017, est basé sur l'univers du Krosmoz tout comme Wakfu TCG. Il réutilise de nombreuses illustrations tirées de wakfu TCG pour ses cartes.